# Siphlonella
Siphlonella is een geslacht van haften (Ephemeroptera) uit de familie Oniscigastridae.

## Soorten
Het geslacht Siphlonella omvat de volgende soorten:
- Siphlonella guttata
- Siphlonella ventilens